# Nikon Corporation
Nikon (株式会社ニコン?, Kabushiki-gaisha Nikon), conosciuta anche come Nikon Corporation, è una multinazionale giapponese con sede a Tokyo, specializzata nel settore della fotografia e dell'ottica di precisione. Fondata il 25 luglio 1917 con il nome di Nippon kōgaku kōgyō kabushiki-gaisha, dalla fusione di tre aziende giapponesi di produzione di strumenti ottici, fa parte del gruppo Mitsubishi. Venne rinominata Nikon Corporation nel 1988. Da marzo 2024 controlla il brand Red Digital Cinema Camera Company.

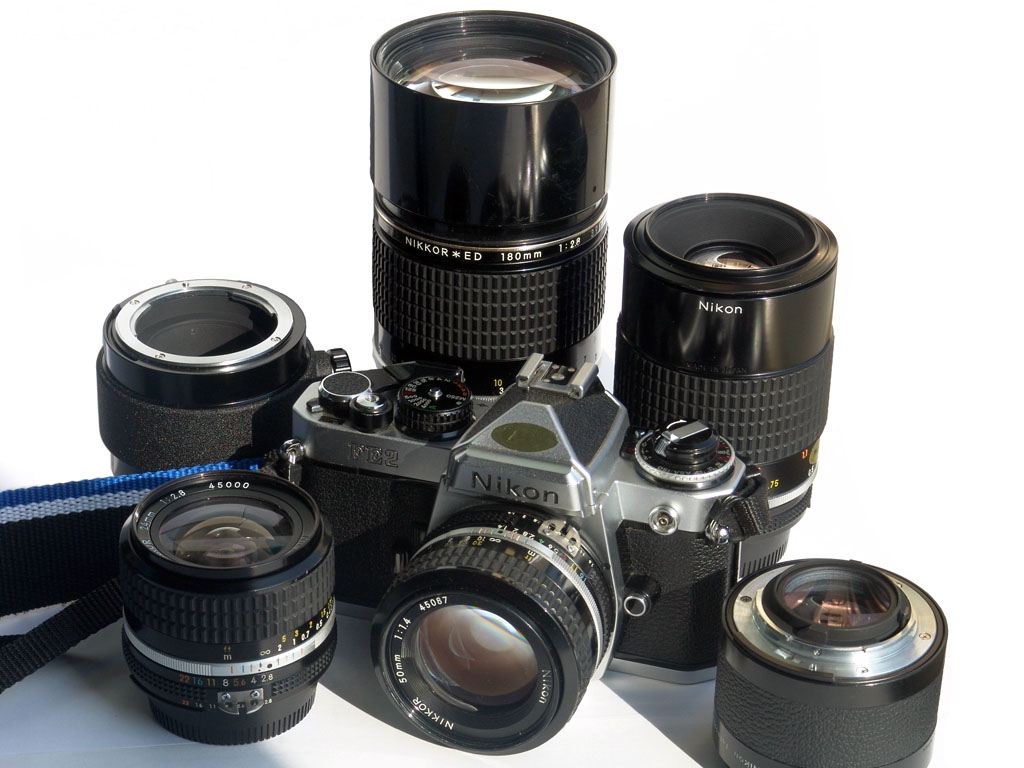
Corredo fotografico 35mm composto da: Nikon FE2 + Nikkor Ais 24mm f/2.8 + Nikkor Ai 50mm f/1.4 + Nikkor Ais 105mm f/4.0 Micro 1:2 + Nikkor Ais 180mm f/2.8 ED + Nikon PN-11 (tubo di prolunga) + Nikon TC-201 2x

La produzione della Nikon include fotocamere, obiettivi fotografici, binocoli, microscopi, lenti correttive, strumenti di misura, mirini telescopici e semiconduttori.

## Storia
La società nacque nel 1917, con il nome Nippon Kogaku K. K. (日本光學工業株式會社 Nippon Kōgaku Kōgyō Kabushikigaisha), dall'unione di tre società del settore ottico (Tokyo Keiki Seisaku Sho, Iwaki Glass Manufacturing, e Fujii Lens Seizo Sho); la società si specializzò nella costruzione di lenti e di strumenti di precisione per strumenti ottici e di rilevazione.
Nel primo periodo, la Nippon Kōgaku (ottica giapponese) era specializzata nella realizzazione di obiettivi fotografici, i Nikkor.
Nel decennio tra il 1937 e il 1947, fu avviato un rapporto di collaborazione con la Seiki-Kogaku Kenkyusho (precision optical instruments laboratory - laboratorio di strumenti ottici di precisione), che poi avrebbe assunto il nome di Canon, e che produceva solo macchine fotografiche.
Durante la Seconda guerra mondiale, Nippon Kōgaku divenne fornitrice di binocoli, periscopi e altra strumentazione ottica per l'esercito giapponese, e si ingrandì fino a contare 19 stabilimenti industriali e 23000 dipendenti. Dopo la fine della guerra, la società tornò ai prodotti per usi civili, riducendosi a una singola fabbrica e 1400 dipendenti.
Nel 1948, produce il primo modello di fotocamera chiamato Nikon, più precisamente Nikon I, ideato da Masahiko Fuketa. Il primo modello è stato seguito ad intervalli regolari da altre versioni, sempre a telemetro, che ne costituiscono l'evoluzione (Nikon M, Nikon S, Nikon S2, ecc.).
Nel 1959 appare la prima fotocamera reflex, la Nikon F. Insieme al modello Nikon viene realizzata anche la versione Nikkormat.

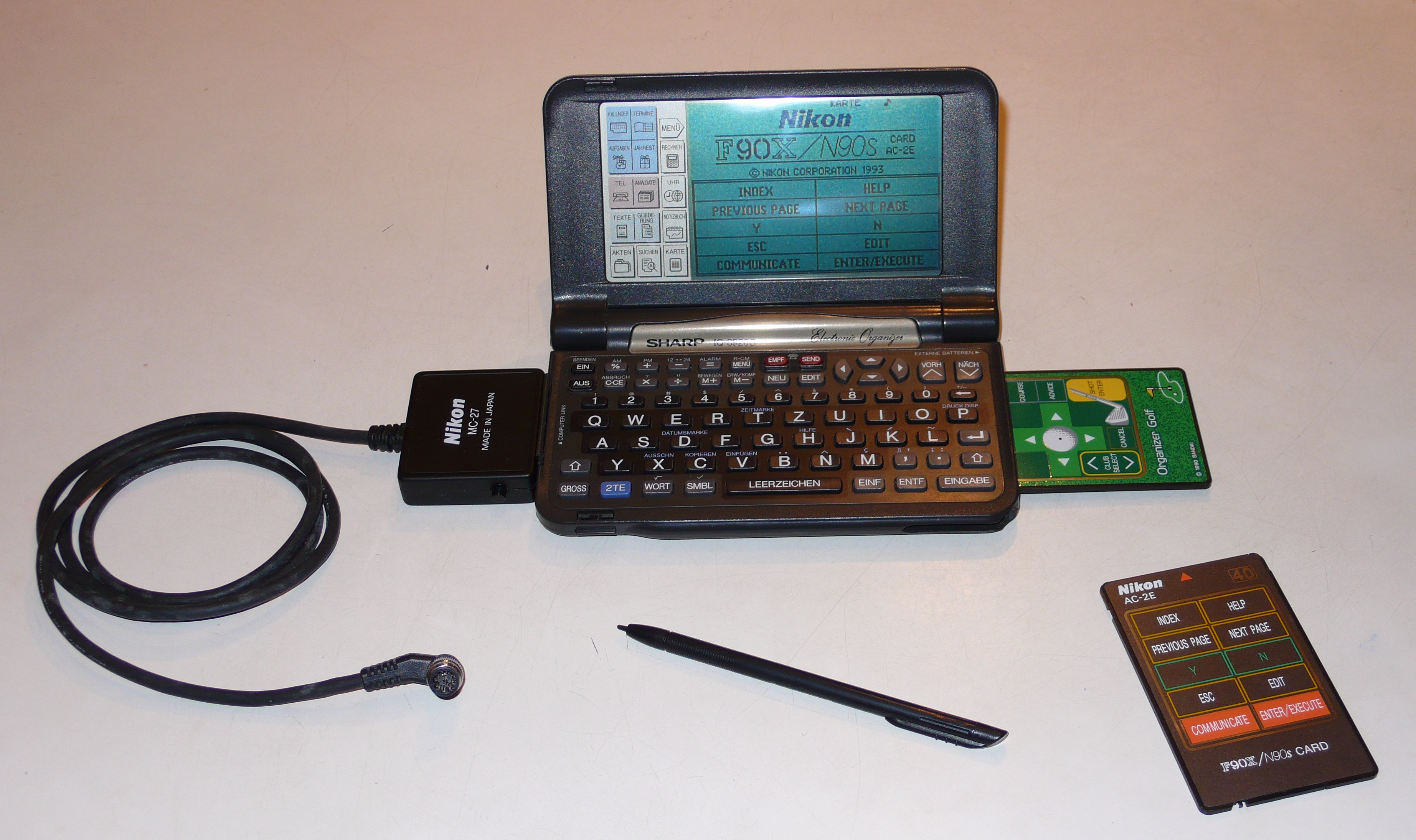
Nikon AC-2E Data Link System (1993)

Nel 1980, Nikon produce il primo motore passo passo (stepper), il NSR-1010G. Da allora, Nikon ha creato oltre 50 modelli di stepper e scanner per la produzione di display basati su semiconduttore e cristalli liquidi.
Nel 1982 fu fondata negli Stati Uniti la Nikon Precision Inc. (NPI), specificamente per produrre e rivendere stepper. Nel 1990, NPI aprì la propria sede centrale a Belmont, in California.
Fra i prodotti più recenti di Nikon vi sono gli obiettivi Nikkor, le fotocamere SLR della serie F, le fotocamere subacquee Nikonos, la serie D delle SLR digitali, le fotocamere Mirrorless della serie Z, oltre alla serie Coolpix che comprende le fotocamere a obiettivo fisso.

### Noct

Logo del marchio Noct

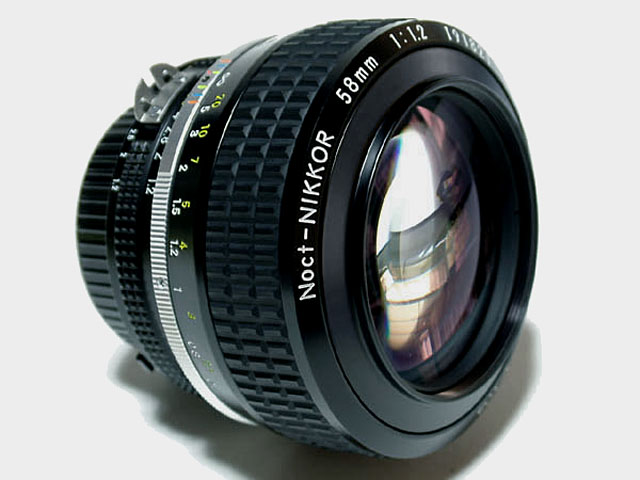
58 mm f/1.2 noct

Noct è un marcho registrato da Nikon per descrivere una linea di obiettivi speciali per fotocamere. La parola è stata usata per la prima volta nel nome dell'obiettivo Noct-Nikkor 58mm f/1.2 degli anni '70 ed è riapparsa nel 2018, quando è stata applicata al nuovo obbiettivo Z-Mount 58mm f/0.95 S Noct.

## Azionisti
Nikon è quotata nella borsa di Tokyo (Borsa di Tokyo: 7731 ). Nel settembre 2004, i maggiori azionisti erano:
- The Master Trust Bank of Japan, Ltd. (8,5%);
- Meiji Yasuda Life Insurance Company (5,6%);
- The Bank of Tokyo-Mitsubishi, Ltd. (3,3%);
- Japan Trustee Services Bank, Ltd.(2,9%);
- Tokio Marine & Nichido Fire Insurance Co., Ltd. (2,7%);
- State Street Bank and Trust Company (2,7 %);
- The Mitsubishi Trust and Banking Corporation (2,5%);
- Nippon Life Insurance Company (2,4%);
- The Joyo Bank, Ltd. (1,8%);
- JP Morgan Chase Oppenheimer Funds (1,7%).

### Holding
Le società del gruppo Nikon costituiscono il Nikon Group.

## Lista parziale dei prodotti Nikon

### Fotocamere

#### Fotocamere 35mm a telemetro
- Nikon I (1948)[13]
- Nikon M (1949)[14]
- Nikon S (1951)[15]
- Nikon S2 (1954)[16]
- Nikon SP (1957)[17]
- Nikon S3 (1958)[18]
- Nikon S4 (1959) (entry-level)[19]
- Nikon S3M (1960)[20]
- Nikon S3 2000 (2000)[21]
- Nikon SP Limited Edition (2005)[22]

#### SLR 35mm
- Nikon F
- Nikon F2
- Nikon F3
- Nikon F4
- Nikon F5
- Nikon F6
- Nikon FM
- Nikon FM2
- Nikon FM3a
- Nikon FM10
- Nikon FE
- Nikon FE2
- Nikon FE10
- Nikon FA
- Nikon EM
- Nikon FG
- Nikon FG20
- Nikon F-301
- Nikon F-401
- Nikon F-501
- Nikon F-601
- Nikon F50
- Nikon F55
- Nikon F60
- Nikon F65
- Nikon F70
- Nikon F75
- Nikon F80
- Nikon F80s
- Nikon F801
- Nikon F801s
- Nikon F90
- Nikon F90x
- Nikon F100
- Nikkormat FS
- Nikkormat FT
- Nikkormat FTn
- Nikkormat EL
- Nikkormat FT2
- Nikkormat ELW
- Nikkormat FT3
- Nikkormat EL2
- Nikkorex 35
- Nikkorex 35-2
- Nikkorex F
- Nikkorex-Zoom 35
- Nikkorex Auto-35
- Nikkorex M-35
- Nikkorex M-35S

##### Prospetto delle fotocamere reflex analogiche Nikon
|               | Messa a fuoco manuale | Messa a fuoco manuale | Messa a fuoco manuale | Messa a fuoco manuale | Messa a fuoco manuale | Autofocus | Autofocus  | Autofocus  | Autofocus |
| Professionali | Semiprofessionali     | Semiprofessionali     | Amatoriali            | Amatoriali            | Professionali         | Semipro   | Amatoriali | Amatoriali |           |
| ------------- | --------------------- | --------------------- | --------------------- | --------------------- | --------------------- | --------- | ---------- | ---------- | --------- |
| 1959          | F                     |                       |                       |                       |                       |           |            |            |           |
| 1960          | F                     | Nikkorex              | Nikkorex              |                       |                       |           |            |            |           |
| 1961          | F                     | Nikkorex              | Nikkorex              |                       |                       |           |            |            |           |
| 1962          | F                     | Nikkorex              | Nikkorex              |                       |                       |           |            |            |           |
| 1963          | F                     | Nikkorex              | Nikkorex              |                       |                       |           |            |            |           |
| 1964          | F                     | Nikkorex              | Nikkorex              |                       |                       |           |            |            |           |
| 1965          | F                     | Nikkormat FT          |                       |                       |                       |           |            |            |           |
| 1966          | F                     | Nikkormat FT          |                       |                       |                       |           |            |            |           |
| 1967          | F                     | Nikkormat FT          |                       |                       |                       |           |            |            |           |
| 1968          | F                     | Nikkormat FT          |                       |                       |                       |           |            |            |           |
| 1969          | F                     | Nikkormat FT          |                       |                       |                       |           |            |            |           |
| 1970          | F                     | Nikkormat FT          |                       |                       |                       |           |            |            |           |
| 1971          | F2                    | Nikkormat FT          |                       |                       |                       |           |            |            |           |
| 1972          | F2                    | Nikkormat FT          | Nikkormat EL          |                       |                       |           |            |            |           |
| 1973          | F2                    | Nikkormat FT          | Nikkormat EL          |                       |                       |           |            |            |           |
| 1974          | F2                    | Nikkormat FT          | Nikkormat EL          |                       |                       |           |            |            |           |
| 1975          | F2                    | Nikkormat FT          | Nikkormat EL          |                       |                       |           |            |            |           |
| 1976          | F2                    | Nikkormat FT          | Nikkormat EL          |                       |                       |           |            |            |           |
| 1977          | F2                    | FM                    | EL2                   |                       |                       |           |            |            |           |
| 1978          | F2                    | FM                    | FE                    |                       |                       |           |            |            |           |
| 1979          | F2                    | FM                    | FE                    | EM                    | EM                    |           |            |            |           |
| 1980          | F3                    | FM                    | FE                    | EM                    | EM                    |           |            |            |           |
| 1981          | F3                    | FM                    | FE                    | EM                    | EM                    |           |            |            |           |
| 1982          | F3                    | FM2                   | FE                    | FG                    |                       |           |            |            |           |
| 1983          | F3                    | FM2                   | FE2, FA               | FG                    | F3-AF                 |           |            |            |           |
| 1984          | F3                    | FM2n                  | FE2, FA               | FG                    | F3-AF                 | FG-20     |            |            |           |
| 1985          | F3                    | FM2n                  | FE2, FA               | FG                    | F3-AF                 | F301      |            |            |           |
| 1986          | F3                    | FM2n                  | FE2, FA               |                       | F3-AF                 | F301      | F501       | F501       | F501      |
| 1987          | F3                    | FM2n                  |                       |                       | F3-AF                 | F301      | F401       |            |           |
| 1988          | F3                    | FM2n                  |                       | F4                    | F801                  |           | F401       |            |           |
| 1989          | F3                    | FM2n                  |                       | F4                    | F801                  |           | F401       |            |           |
| 1990          | F3                    | FM2n                  | F601m                 | F601m                 | F801                  | F601      | F401       |            |           |
| 1991          | F3                    | FM2n                  | F601m                 | F601m                 | F801                  | F601      | F401       |            |           |
| 1992          | F3                    | FM2n                  | F601m                 | F601m                 | F90                   | F601      | F401       |            |           |
| 1993          | F3                    | FM2n                  | F601m                 | F601m                 | F90                   | F601      | F401       |            |           |
| 1994          | F3                    | FM2n                  |                       |                       | F90X                  | F70       | F50        |            |           |
| 1995          | F3                    | FM2n                  | FM10                  |                       | F90X                  | F70       | F50        |            |           |
| 1996          | F3                    | FM2n                  | FM10                  | F5                    | F90X                  | F70       | F50        |            |           |
| 1997          | F3                    | FM2n                  | FM10                  | F5                    | F90X                  | F70       | F50        | FE10       |           |
| 1998          | F3                    | FM2n                  | FM10                  | F5                    | F90X                  | F70       | F50        | FE10       |           |
| 1999          | F3                    | FM2n                  | FM10                  | F5                    | F100                  | F70       | F60        | FE10       |           |
| 2000          | F3                    | FM2n                  | FM10                  | F5                    | F100                  | F80       | F60        | FE10       |           |
| 2001          |                       | FM3A                  | FM10                  | F5                    | F100                  | F80       | F65        | FE10       |           |
| 2002          | F55                   | FM3A                  | FM10                  | F5                    | F100                  | F80       |            | FE10       |           |
| 2003          | F75                   | FM3A                  | FM10                  | F5                    | F100                  | F80       |            | FE10       |           |
| 2004          | F75                   | FM3A                  | FM10                  | F6                    | F100                  | F80       |            | FE10       |           |
| 2005          | F75                   | FM3A                  | FM10                  | F6                    | F100                  | F80       |            | FE10       |           |
| 2006          | F75                   | FM3A                  | FM10                  | F6                    | F100                  | F80       |            | FE10       |           |

#### Fotocamere digitali
- Nikon Coolpix
- Nikon 1
- Nikon Z6
- Nikon Z6 II
- Nikon Z7
- Nikon Z7 II
- Nikon Z50
- Nikon D40
- Nikon D40x
- Nikon D50
- Nikon D60
- Nikon D70
- Nikon D70s
- Nikon D80
- Nikon D90
- Nikon D7000
- Nikon D7100
- Nikon D7200
- Nikon D7500
- Nikon D100
- Nikon D200
- Nikon D300
- Nikon D300s
- Nikon D500
- Nikon D600
- Nikon D610
- Nikon D700
- Nikon D750
- Nikon D800
- Nikon D800E
- Nikon D810
- Nikon D810A
- Nikon D850
- Nikon D3000
- Nikon D3100
- Nikon D3200
- Nikon D3300
- Nikon D3400
- Nikon D3500
- Nikon D5000
- Nikon D5100
- Nikon D5200
- Nikon D5300
- Nikon D5500
- Nikon D5600
- Nikon D1
- Nikon D1H
- Nikon D1X
- Nikon D2H
- Nikon D2X
- Nikon D2Xs
- Nikon D2Hs
- Nikon D3
- Nikon D3X
- Nikon D3s
- Nikon D4
- Nikon D4s
- Nikon D5
- Nikon D6

### Microscopi
Nikon's Small World è un concorso fotografico annuale gestito da Nikon Instruments in cui vengono premiate fotografie create attraverso il microscopio ottico.